# Hypnotize (Lied)
Hypnotize (englisch für „Hypnotisieren“) ist ein Lied des US-amerikanischen Rappers The Notorious B.I.G., bei dem der Refrain von der Sängerin Pamela Long gerappt wird. Der Song ist die erste Singleauskopplung seines zweiten Studioalbums Life After Death und wurde am 1. März 1997, kurz vor dem Mord an The Notorious B.I.G., der sich am 9. März 1997 ereignete, veröffentlicht.

## Inhalt
Inhaltlich dreht sich das Lied um die Glorifizierung eines ausschweifenden Lebensstils, verbunden mit Partys, Spaß und Sex. So rappt The Notorious B.I.G. in der ersten Strophe unter anderem davon, wie er sein Geld durch Rap vermehrt, sich extravagant kleidet und dadurch Frauen anzieht. Zudem würden er und Puff Daddy wie Starsky & Hutch zusammenhalten und sich von keinen anderen Rappern etwas sagen lassen. In der zweiten Strophe erzählt The Notorious B.I.G. von Frauen aus verschiedenen Städten, denen er diverse Luxusartikel von beispielsweise DKNY, Versace, Moschino und Coogi kauft. Zudem fahre er einen Lexus LX mit kugelsicheren und getönten Scheiben, falls es zum Sex im Auto komme. Die dritte Strophe handelt davon, wie leicht es dem Rapper fällt, aufgrund seines Reichtums Frauen aufzureißen. Im von Pamela Long gerappten Refrain richtet sich diese an The Notorious B.I.G. und meint, dass seine Worte sie hypnotisieren würden und sie seinen ausschweifenden Lebensstil liebe.

## Produktion und Samples
Das Lied wurde von Deric Angelettie, Ron „Amen-Ra“ Lawrence und Sean „Puffy“ Combs (zusammen als The Hitmen) produziert. Dabei verwendeten sie Samples von zwei Songs anderer Künstler. So baut der Beat auf einem Sample des Instrumentalstücks Rise von Herb Alpert auf und der Refrain enthält Elemente des Lieds La Di Da Di von Slick Rick und Doug E. Fresh.

## Musikvideo
Das Musikvideo zu Hypnotize wurde im Februar 1997 unter der Regie von Paul Hunter gedreht. Es beginnt mit der Bildunterschrift Florida Keys 5:47 pm. Kurz darauf sieht man The Notorious B.I.G., der sich mit Sean Combs und drei leicht bekleideten Frauen auf einer Motoryacht auf dem Meer befindet und Champagner trinkt. Plötzlich tauchen mehrere Helikopter auf und beginnen, das Boot zu verfolgen. Nun fängt The Notorious B.I.G. an zu rappen, während er mit dem Schiff auf der Flucht ist. Anschließend verlagert sich die Verfolgungsjagd in ein Parkhaus, wo er und Sean Combs im Auto per Rückwärtsgang anderen Autos und Motorrädern zu entkommen versuchen. In einigen Szenen sieht man The Notorious B.I.G. zudem umgeben von Frauen rappen. Am Ende schwenkt das Video zurück zur Yacht, die die Hubschrauber abschütteln konnte und dem Sonnenuntergang entgegen fährt.
Das Video gewann bei den MTV Video Music Awards 1997 den Preis in der Kategorie Best Rap Video.

## Rezeption
Bei den Grammy Awards 1998 wurde Hypnotize in der Kategorie Best Rap Solo Performance nominiert, unterlag jedoch dem Lied Men in Black von Will Smith.

## Single

### Covergestaltung
Das Singlecover zeigt The Notorious B.I.G., der einen schwarzen Anzug und einen schwarzen Hut trägt. Er sieht den Betrachter mit ernstem Blick an und hält einen Spazierstock in der Hand. Im Vordergrund befinden sich die Schriftzüge The Notorious B.I.G. in Rot und Hypnotize in Weiß. Im Hintergrund sind blauer Himmel, Bäume und eine Statue zu sehen.

### Chartplatzierungen
Hypnotize stieg am 26. Mai 1997 auf Platz 74 in die deutschen Charts ein und erreichte am 14. Juli 1997 mit Rang 15 die Höchstposition. Es war die erste Single des Rappers, die die deutschen Charts erreichte. Insgesamt war das Lied 16 Wochen in den Top 100 vertreten. In den deutschen Jahrescharts 1997 belegte die Single Platz 87. Besonders erfolgreich war der Song in den Vereinigten Staaten, wo er der erste Nummer-eins-Hit von The Notorious B.I.G. wurde und sich drei Wochen an der Spitze hielt.
| ChartsChartplatzierungen       | Höchstplatzierung | Wochen |
| ------------------------------ | ----------------- | ------ |
| Deutschland (GfK)              | 15 (16 Wo.)       | 16     |
| Österreich (Ö3)                | 27 (6 Wo.)        | 6      |
| Vereinigte Staaten (Billboard) | 1 (20 Wo.)        | 20     |
| Vereinigtes Königreich (OCC)   | 10 (7 Wo.)        | 7      |

| ChartsJahrescharts (1997)      | Platzierung |
| ------------------------------ | ----------- |
| Deutschland (GfK)              | 87          |
| Vereinigte Staaten (Billboard) | 25          |

### Auszeichnungen für Musikverkäufe
Hypnotize erhielt noch im Erscheinungsjahr für mehr als eine Million verkaufte Exemplare in den Vereinigten Staaten eine Platin-Schallplatte. Im Jahr 2024 wurde es im Vereinigten Königreich für über 1,8 Millionen Verkäufe mit Dreifach-Platin ausgezeichnet.

| Land/Region                  | Auszeichnungen für Musikverkäufe (Land/Region, Auszeichnung, Verkäufe) | Verkäufe  |
| ---------------------------- | ---------------------------------------------------------------------- | --------- |
| Dänemark (IFPI)              | Gold                                                                   | 45.000    |
| Italien (FIMI)               | Platin                                                                 | 100.000   |
| Neuseeland (RMNZ)            | 6× Platin                                                              | 180.000   |
| Spanien (Promusicae)         | Gold                                                                   | 30.000    |
| Vereinigte Staaten (RIAA)    | Platin                                                                 | 1.000.000 |
| Vereinigtes Königreich (BPI) | 3× Platin                                                              | 1.800.000 |
| Insgesamt                    | 2× Gold · 11× Platin ·                                                 | 3.155.000 |